# Vladimir Ivashko
Vladimir Antonovitch Ivashko (em russo:  Владимир Антонович Ивашко; em ucraniano:   Володимир Антонович Івашко) (Poltava, 28 de outubro de 1932 - Moscou, 13 de novembro de 1994) foi um político soviético que se assumiu o cargo de secretário-geral do Partido Comunista da União Soviética por cinco dias entre a renúncia de Mikhail Gorbatchov e a suspensão das atividades do partido pelo Soviete Supremo. Antes de assumir o cargo, tinha sido eleito, em 1990, presidente da Verkhovna Rada, e, durante o 28º Congresso do Partido Comunista da URSS, foi eleito Vice-Secretário Geral do Partido.

## Biografia
Em 28 de setembro de 1989, Mikhail Gorbatchov indicou Ivashko para substituir Volodymyr Shcherbytsky como Secretário Geral do Partido Comunista Ucraniano. Entre 8 e 14 de Março, ele levou os comunistas a vitória na primeira eleição parlamentar relativamente livre da RSS da Ucrânia, vencendo 331 cadeiras contra 111 do Bloco Democrático. em 15 de Maio, Ivashko foi eleito pela maioria comunista como presidente do Soviete Supremo, no entanto, ele renunciou a presidência do parlamento para assumir a Vice-secretaria geral do Partido Comunista da União Soviética, para a qual tinha sido eleito durante o 28º Congresso. 

### Como secretário-geral do Partido Comunista
Em 24 de agosto de 1991, logo após a tentativa de golpe por comunistas da linha-dura, Gorbatchov renunciou ao seu cargo, o que fez com que Ivashko assumisse interinamente em seu lugar até o dia 29 de agosto, quando as atividades do partido foram suspensas pelo Soviete Supremo da União Soviética.
O Partido Comunista da União Soviética, entre a renúncia de Gorbatchov como Secretário Geral e a suspensão de suas atividades, tinha perdido relevância. Quando do 28º Congresso em julho de 1990, o partido já era considerado incapaz de liderar o país e tinha se dividido, nas 15 repúblicas soviéticas, em facções que favoreciam ou a independência das repúblicas, ou a continuidade da união. Assim sendo, o poder político de fato estava nas mãos do cargo de Presidente da União Soviética, que era ocupado por Gorbatchov, e do Presidente da RSFS da Rússia, que era ocupado por Bóris Yeltisin.
Ivashko se aposentou em 1992 e faleceu dois anos depois, em 1994, vítima de uma "longa enfermidade" que não foi revelada ao público.